# Yacimiento arqueológico de Malia

Mapa de los principales yacimientos minoicos.

El yacimiento arqueológico de Malia se encuentra situado en la actual ciudad de Malia, en la costa septentrional de la isla de Creta, próximo al mar, donde las montañas de Lasithi dan paso a una fértil llanura. Los restos que hoy en día se pueden ver se corresponden con las últimas reconstrucciones que se hicieron hacia el 1450 a. C. Anteriormente a estas fechas se han hallado vestigios de un asentamiento de época Neolítica, así como una continuidad en el periodo prepalacial y protopalacial o Primeros Palacios (2100-1600 a. C.) Hacia 1700 a., C., el palacio de Malia fue destruido junto con los de Cnosos y Festo, probablemente por un terremoto. El palacio fue reconstruido antes de ser finalmente destruido una segunda vez, como otros centros minoicos, hacia 1450 a. C.
Las primeras excavaciones se realizaron en 1915 por Iosif Hatzidakis, y continuaron hasta la actualidad mediante la Escuela Francesa de Atenas. En 2025 fue nombrado Patrimonio de la Humanidad por la UNESCO, junto a otros lugares de la cultura minoica.

## La ciudad
El asentamiento urbano de Malia se extiende desde el palacio hasta la zona portuaria. Toda la ciudad estaba amurallada, al menos en los periodos minoico antiguo III-minoico medio I.
Consta de una serie de barrios, un palacio, la cripta hipóstila, el ágora, varias necrópolis entre las que destaca la de Crisólakos y quizá un puerto en la playa del Molino. Además, al sur del asentamiento había un santuario de cima en el monte llamado Profeta Elías. El palacio se situaba en el centro; los barrios A, Γ, Κ y Λ estaban al norte del palacio, los llamados E y B al sur y los denominados Δ, Μ, Ν al oeste. Al este, algo separados de la ciudad, se construyeron nuevos barrios y casas en la época de los segundos palacios.
Todos los barrios estaban unidos al palacio por una red viaria de calles, algunas de ellas pavimentadas, y tenían desagües bajo tierra. La zona más conocida es la que comprende el palacio y el denominado Barrio Mu.

### El palacio

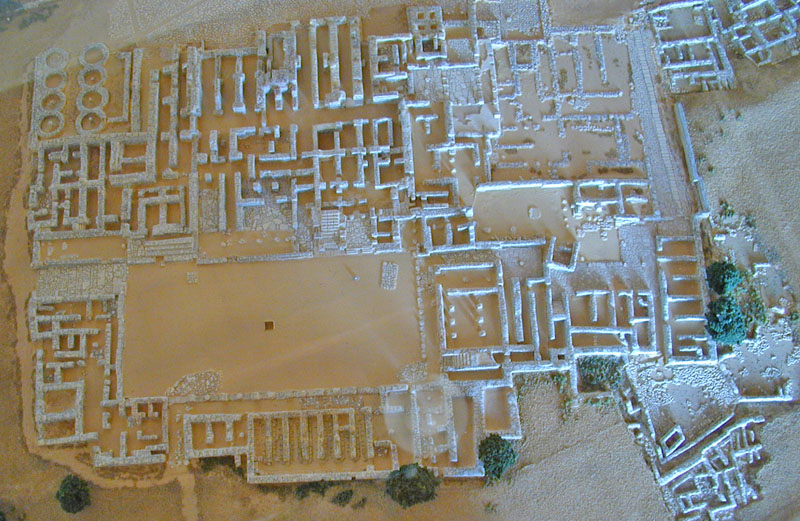
Maqueta del palacio de Malia.

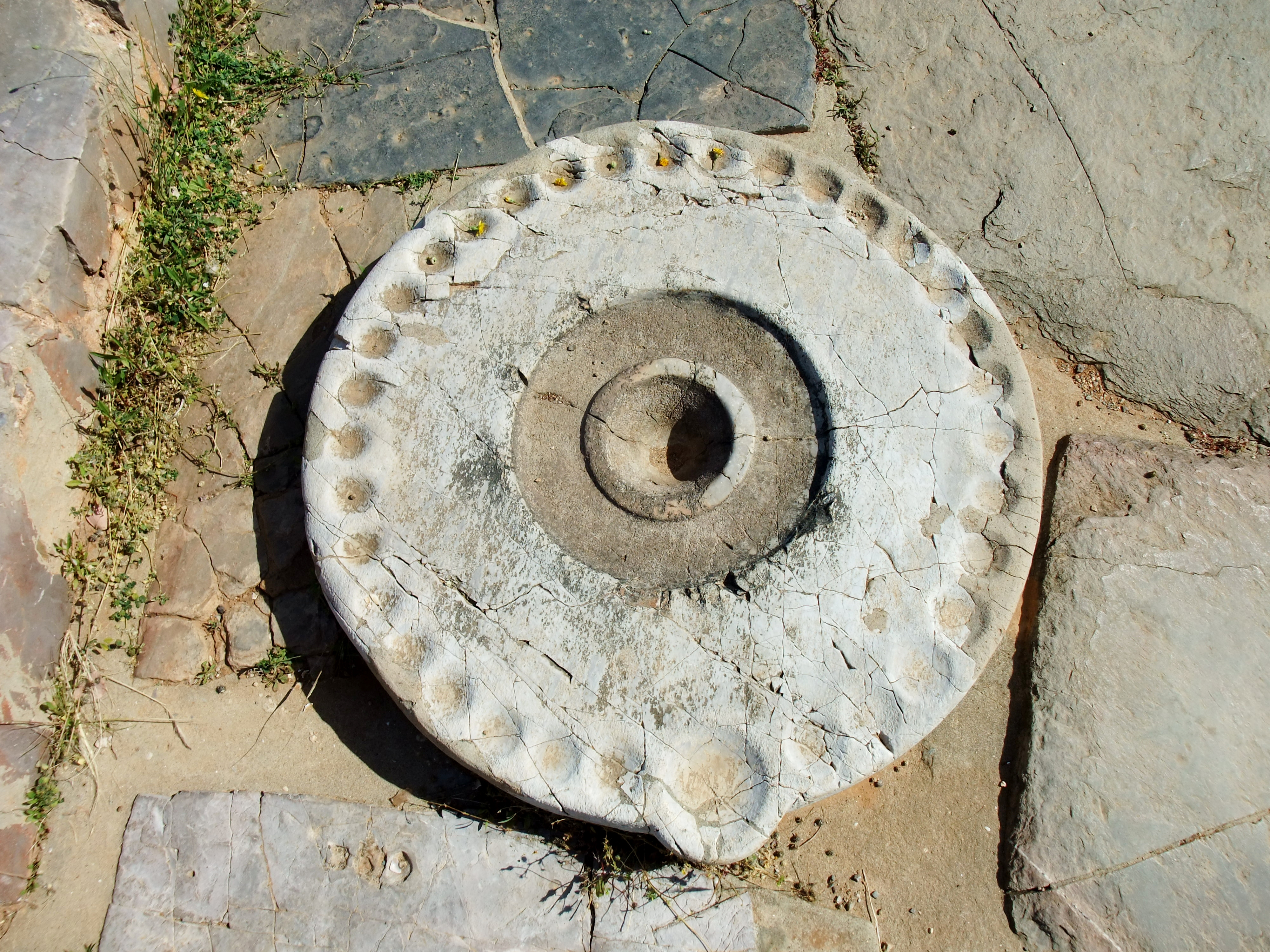
Kernos hallado en Malia.

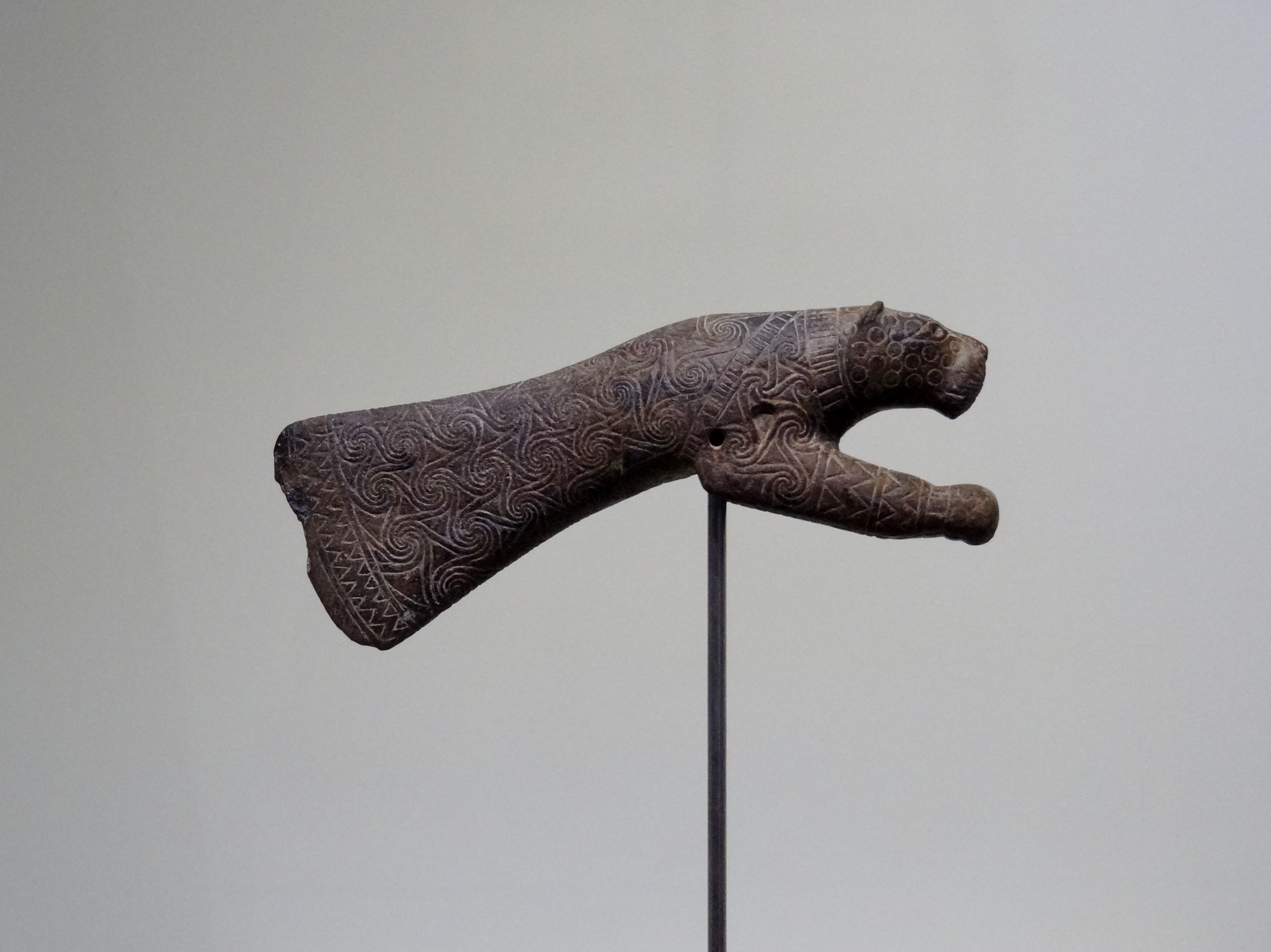
Mango de esquisto con forma de leopardo del periodo neopalacial, Museo Arqueológico de Heraclión.

El palacio de Malia presenta unas características similares a las de otros palacios minoicos, como Cnosos o Zakros.  
En él se distingue una primera fase de construcción del periodo minoico antiguo II B, luego un primer palacio construido en los alrededores del 2000 a. C. y, posteriormente, un segundo palacio construido sobre los restos del primero.
La mayor parte de las estructuras visibles pertenecen a la época neopalacial, mientras que los restos de los periodos anteriores se hallan dispersos o cubiertos por los del neopalacial. 
El segundo palacio mide 115 x 87 m y tiene un total de unos 8900 m².
Es una arquitectura monumental, sobre todo en el ala occidental, realizada en piedra —de dos tipos:  una caliza llamada sideropetra, y una arenisca denominada ammouda— madera y arcilla, a diferencia de las construcciones domésticas, que presenta una fachada tanto exterior como interior desigual, con entrantes y salientes. Esto es consecuencia de una edificación progresiva en torno a un patio central, es decir, según las necesidades de cada momento. A pesar de todo ello se puede observar que existe una separación clara en diversas áreas: la oficial/residencial, de carácter público/privado.
El palacio se componía al menos de dos pisos. Tenía cinco entradas; la principal en el norte. Está estructurado en torno a un patio central de 48 x 22 m que tenía funciones de reunión y de celebración de ceremonias. Alrededor de este se hallan las dependencias oficiales, el polythyron, los dependencias religiosas, una zona residencial y los almacenes. En las dependencias oficiales hay diversas salas, una llamada mégaron del rey o sala de audiencias y otra mégaron de la reina. Había también una sala de libación, un santuario con dos columnas y un altar. Los almacenes eran de vajilla, de aceite y de cereales. En otra sala a la que se ha denominado «depósito jeroglífico» se han encontrado medallones y objetos de arcilla con inscripciones jeroglíficas y en Lineal A.
Por otra parte, las evidencias de que hubiera actividad artesanal en el palacio son escasas, aunque se ha identificado una estancia que sirvió de taller debido a que allí fueron hallados moldes para la fabricación de utensilios de bronce, bloques de obsidiana y otros tipos de piedra que servían para elaborar recipientes. Acerca de otras estancias también se ha sugerido la posibilidad de que podrían haber tenido funciones de talleres.  
En otra zona se ha hallado lo que se supone que es un depósito fundacional del primer palacio fechado en torno al minoico antiguo III- minoico medio I, consistente en una especie de cajón de lajas de que contenía un vaso cerámico.
Los objetos hallados en las diversas estancias incluyen un pithos con decoración de cuerdas, dos espadas del periodo protopalacial (una de ellas con la empuñadura de oro decorada mediante la técnica del repujado con la figura de un acróbata); una perla de oro con forma amigdaloide, otra espada con un pomo de cristal del periodo protopalacial, un mango de esquisto con forma de leopardo del periodo neopalacial, varios kernos, un altar, un betilo y restos de huesos quemados.

### El ágora y la cripta hipóstila
A unos 30 m de la puerta norte del palacio se halla una gran explanada rectangular de 29,10 x 39,80 m rodeada por un muro realizado con grandes piedras a la que se ha denominado "ágora". Fue construida en el periodo protopalacial y a ella se accedía a través de tres puertas monumentales. En algunas áreas del muro se han hallado indicios de que allí podría haber habido unas escaleras que habrían dado acceso a una especie de grada. Al sureste de la explanada se hallaban unos recintos con funciones de almacenamiento.
En un ángulo de la explanada anteriormente mencionada se halla la cripta hipóstila, que también fue construida en el periodo protopalacial. Es una construcción subterránea de planta rectangular y varias habitaciones a la que se accedía a través de una entrada provista de escalera. Es difícil que esta estructura tuviera una función religiosa ya que no se han encontrado objetos de carácter cultual.
Se cree que el ágora, los almacenes y la cripta forman un conjunto cuya funcionalidad no está clara: una hipótesis, defendida por Henri Van Effenterre, apunta a que fuese la sede de un poder diferente al real que residiría en el palacio, tal vez un consejo de sabios mientras la explanada podría acoger a la asamblea del pueblo; otra, sugerida por Alexiou, atribuye al ágora una función comercial; otra, señalada por Nikolaos Platon, opina que el conjunto podría tener una función atlética.

### Barrio Mu

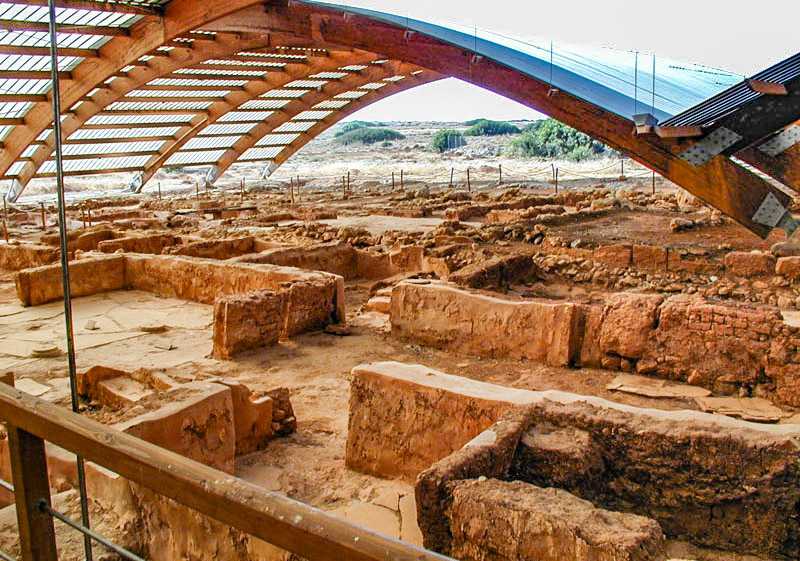
Restos arqueológicos del Barrio Mu.

Situado al noreste del palacio, el barrio Mu (nombre dado por los arqueólogos) ocupa una extensión de 3000 m². Es la zona residencial que data del primer periodo palacial y se da la circunstancia de que después de la destrucción que tuvo Malia hacia el 1700 a., C., este barrio no fue reconstruido.
En él se han encontrado diversos edificios destinados a diversos oficios así como de carácter habitacional; y espacios abiertos de carácter público que se han identificado como protoágoras. Fue destruido por un incendio. Constaba de edificios principales, secundarios que albergaban quizá a altos funcionarios de palacio, tejedurías, alfarerías, talleres de metalurgia y minería y un conjunto de construcciones de las que se ignora su funcionalidad. En este barrio se han hallados multitud de recipientes, sellos, tablillas con inscripciones jeroglíficas, herramientas y armas de metal. 
Destacan dos construcciones de importantes dimensiones cuyas características son similares a las de los palacios, por lo que se supone que eran residencias oficiales de personajes importantes:
- Edificio A: construido en dos fases distintas, posee forma trapezoidal. Ocupa un espacio de 840 metros cuadrados y tiene unas 50 habitaciones. Está constituido por diversas estancias entre las que se hallan salas de representación, almacenes y una piscina lustral. También se han hallado documentos con escritura jeroglífica.[12]
- Edificio B: más pequeño que el anterior, tenía 540 metros cuadrados. En él se hallaron diversos objetos como dos grandes anclas de piedra, que quizá tuvieran un carácter votivo, y cerámica. Al igual que el anterior también posee almacenes y documentos en escritura jeroglífica.[12]

Estos grandes edificios estaban rodeados de otros más pequeños —pero que constaban de dos pisos de altura— entre los cuales algunos han sido identificados como casas de artesanos: un broncista, un ceramista, un grabador de sellos; en otro se trabajaba tanto la piedra como el hueso y se desarrollaban tareas de fundición; en otro se fabricaban herramientas de metal.

### Otros barrios y edificios
Otros barrios y edificios destacados del yacimiento de Malia son:
- La villa Α, una casa de unas 30 habitaciones del periodo protopalacial. Tenía unos 600 metros cuadrados, estaba articulada en torno a un patio central y contaba con dos pisos. Una característica interesante de ella es un conducto de piedra a través del cual el agua era canalizada y se evacuaba al exterior. En esta villa se encontraron recipientes de cerámica, vasos de piedra, objetos de bronce, de hueso y fragmentos de oro.

- El edificio B, que tenía 12 x 13 m, donde se han hallado huesos de animales y cerámica de los periodos minoico medio I y también del periodo neopalacial. Se ha sugerido que podría tratarse de un osario.

- El barrio Δ se sitúa entre el barrio Mu y el palacio. Está formado por una serie de calles bien construidas, donde había al menos tres casas, dos de ellas construidas en el periodo protopalacial pero que siguieron siendo utilizadas en el neopalacial, y la tercera construida en el periodo neopalacial.

- El barrio Γ se sitúa a unos centenares de metros al noroeste del palacio. Consta de seis o siete casas, cada una con dos o tres habitaciones. La mayor parte de la abundante presencia de cerámica en este barrio pertenece al periodo protopalacial, pero también hay del periodo neopalacial.

- El barrio Ἔ se encontraba al sur del palacio y fue construido en el periodo neopalacial, aunque el lugar estuvo también habitado en el protopalacial.

- El barrio Λ estaba al este del ágora. En él se han excavado tres casas pertenecientes al periodo neopalacial y que continuaron siendo utilizadas en el periodo micénico.

- El barrio Κ estaba al norte del ágora. Se compone de dos grupos de estancias uno de los cuales pertenece al minoico reciente III B y el otro estuvo en uso tanto en el protopalacial como en el neopalacial.

- La casa Θ, también llamada «casa de la playa», presenta niveles de ocupación desde al menos el periodo minoico medio IB, hasta la época romana. En una de sus habitaciones se hallaron, entre otros objetos,  varios pithoi agrupados en el centro, mientras en uno de los patios se encontró un kernos  y en un pasillo un sello de esteatita similar a un escarabeo pero donde aparece representada una abeja. Otro hallazgo singular en este mismo pasillo es un vaso con forma de pájaro. Se cree que la parte occidental de esta casa tenía función de taller de cerámica donde han sido hallados, entre otros objetos, vasos del estilo de Jamezi.

- El barrio Z está al este del palacio. En él se han excavado tres casas del periodo neopalacial.

- El barrio Nu, al noroeste del palacio, cubre una superficie de 750 m² y se compone de un edificio con tres alas dispuestas alrededor de un pequeño patio. Aunque estaba próximo a los edificios artesanales del barrio M, se cree que el barrio N constaba de viviendas privadas. Tiene varios periodos de ocupación cuyos restos más antiguos son del minoico medio II aunque los edificios excavados pertenecen al minoico reciente III.

También se han excavado una serie de tres casas al sur del palacio fechadas en el periodo minoico antiguo III-minoico medio IA. En ocho de las habitaciones de estas casas se han encontrado hogares de piedra.

### Necrópolis

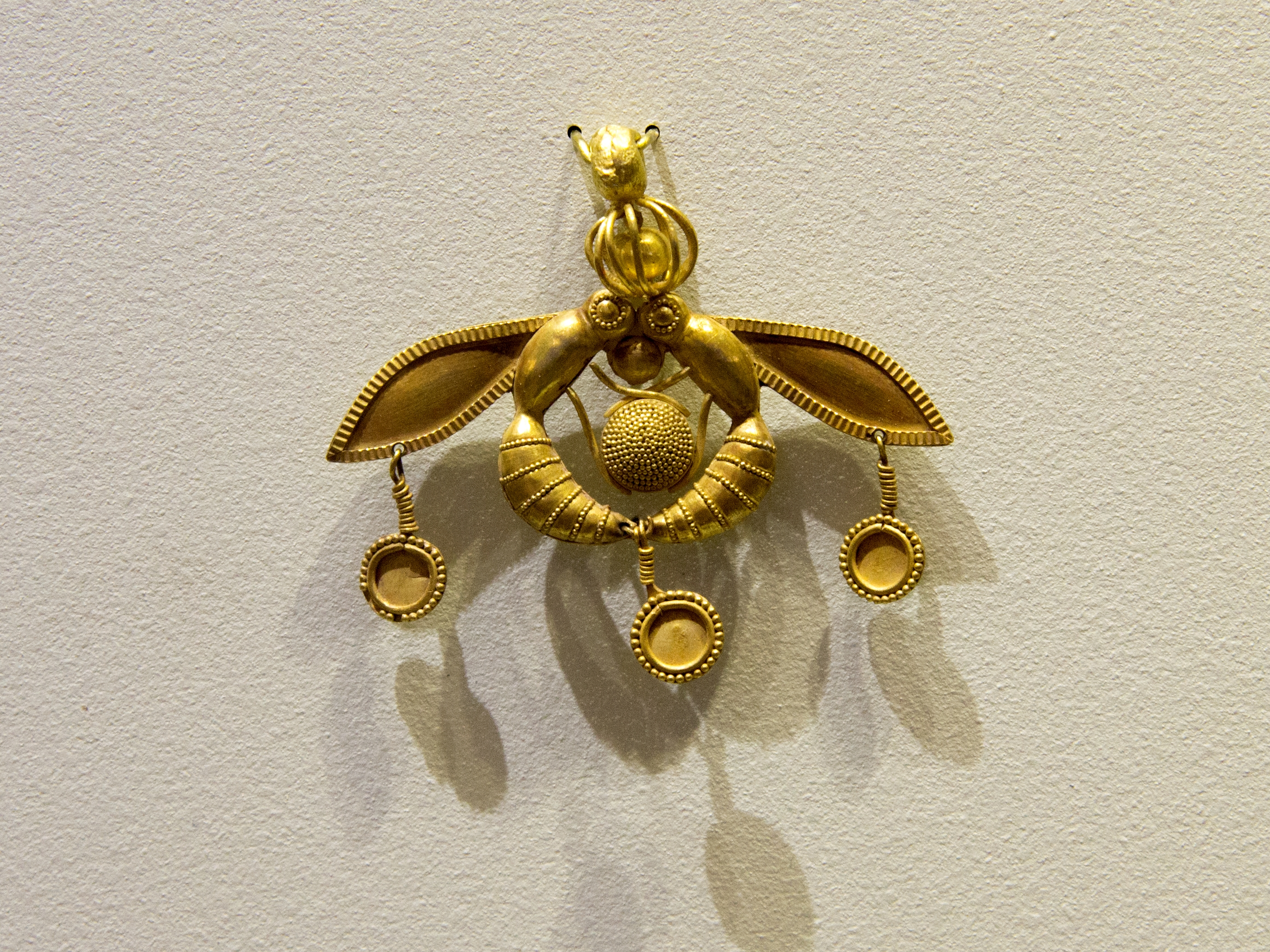
El «colgante de las abejas de Malia», una joya minoica hallada en la necrópolis de Crisólakos.

En Malia se han encontrado varias necrópolis:
- La necrópolis de Crisólakos, que era la más importante de Malia. Entre los ajuares funerarios se hallaron objetos de lujo, como armas de parada y joyas de oro. La influencia egipcia es patente en la cerámica y la objetos suntuarios. Atestigua contactos diplomáticos y comerciales regulares entre las dos civilizaciones.

- La necrópolis del islote de Christos, a unos 3 km del palacio. En la Antigüedad no era una isla sino que estaba unida a Creta. Contiene restos del periodo minoico medio I y también del periodo geométrico. Entre ellos figuran varias sepulturas en pithoi.

- Se han hallado también tres osarios a unos 550 m al norte del palacio, en unas fisuras naturales de un saliente rocoso. Allí han sido hallados restos óseos junto con recipientes de cerámica de varios periodos que van desde el minoico antiguo III hasta el minoico reciente I. Se estima que aquí se enterraba a la población de las capas sociales más bajas. También ha sido explorado un cuarto osario que fue realizado artificialmente.

- La necrópolis de Pierres Meuliéres pertenece principalmente al periodo minoico medio I. Se trata de la necrópolis que ostenta el segundo lugar en importancia, tras la de Crisólakos. Se observan en ella diversos usos funerarios: hay una tumba en forma de pozo, dos tumbas triangulares, otra de forma circular, una fosa donde se hallaron tres vasos en forma de tubo llamada por ello «fosa de las trompetas» y un edificio de nueve habitaciones llamado «casa de los muertos» que probablemente al principio fue un lugar de habitación y luego se reutilizó como cementerio y que parece haberse utilizado también en época micénica. Hasta esta necrópolis llegaban las casas de un barrio de Malia.[15]